# 2010 en Pologne
Cette page recense tous les événements médiatiques important de l'année 2010 en Pologne.

## Titulaires

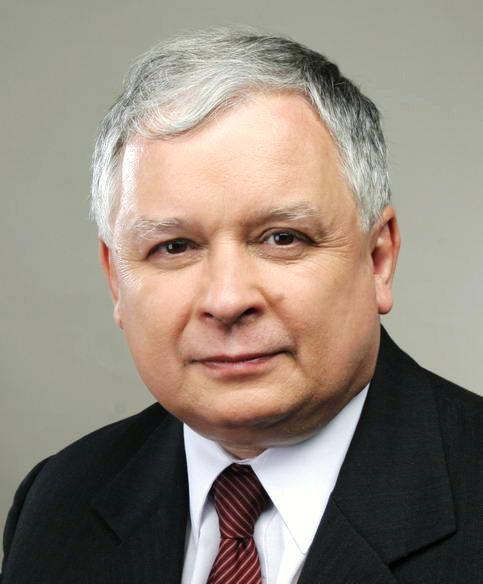
Lech Kaczyński

| Position          | Personne             | Parti Politique                                  | Remarques                                    |
| ----------------- | -------------------- | ------------------------------------------------ | -------------------------------------------- |
| Président         | Lech Kaczyński       | Indépendant (soutenu par la loi et la justice )  | Jusqu'au 10 avril 2010                       |
| Président         | Bronisław Komorowski | Plateforme civique                               | 10 avril 2010 - 8 juillet 2010 (par intérim) |
| Président         | Bogdan Borusewicz    | Indépendant (soutenu par la Plateforme Civique ) | 8 juillet 2010 uniquement (par intérim)      |
| Président         | Grzegorz Schetyna    | Plateforme civique                               | 8 juillet 2010 - 6 août 2010 (par intérim)   |
| Président         | Bronisław Komorowski | Indépendant (soutenu par la Plateforme Civique ) | Du 6 août 2010                               |
| premier ministre  | Donald Tusk          | Plateforme civique                               |                                              |
| Maréchal du Sejm  | Bronisław Komorowski | Plateforme civique                               | Jusqu'au 8 juillet 2010                      |
| Maréchal du Sejm  | Stefan Niesiołowski  | Plateforme civique                               | 8 juillet 2010 uniquement (par intérim)      |
| Maréchal du Sejm  | Grzegorz Schetyna    | Plateforme civique                               | Du 8 juillet 2010                            |
| Maréchal du Sénat | Bogdan Borusewicz    | Indépendant (soutenu par la Plateforme Civique ) |                                              |

### Élections
| Candidat             | Parti Politiquey                   | 1er tour       | 1er tour    | 2d tour        | 2d tour     |
| Candidat             | Parti Politiquey                   | Nombre de voix | Pourcentage | Nombre de Voix | Pourcentage |
| -------------------- | ---------------------------------- | -------------- | ----------- | -------------- | ----------- |
| Bronisław Komorowski | Plate-forme civique                | 6,981,319      | 41.54%      | 8,933,887      | 53.01%      |
| Jarosław Kaczyński   | Droit et justice                   | 6,128,255      | 36.46%      | 7,919,134      | 46.99%      |
| Grzegorz Napieralski | Alliance de la gauche démocratique | 2,299,870      | 13.68%      |                |             |
| Janusz Korwin-Mikke  | Freedom and Lawfulness             | 416,898        | 2.48%       |                |             |
| Waldemar Pawlak      | Parti paysan polonais              | 294,273        | 1.75%       |                |             |
| Andrzej Olechowski   |                                    | 242,439        | 1.44%       |                |             |
| Marek Jurek          | Droite de la République            | 177,315        | 1.06%       |                |             |
| Bogusław Ziętek      | Free Trade Union "August 80"       | 29,548         | 0.18%       |                |             |
| Kornel Morawiecki    | Fighting Solidarity                | 21,596         | 0.13%       |                |             |
| Total                | Total                              | 16,806,170     | 54.94%      | 16,853,021     | 55.31%      |

## Événements

### Janvier

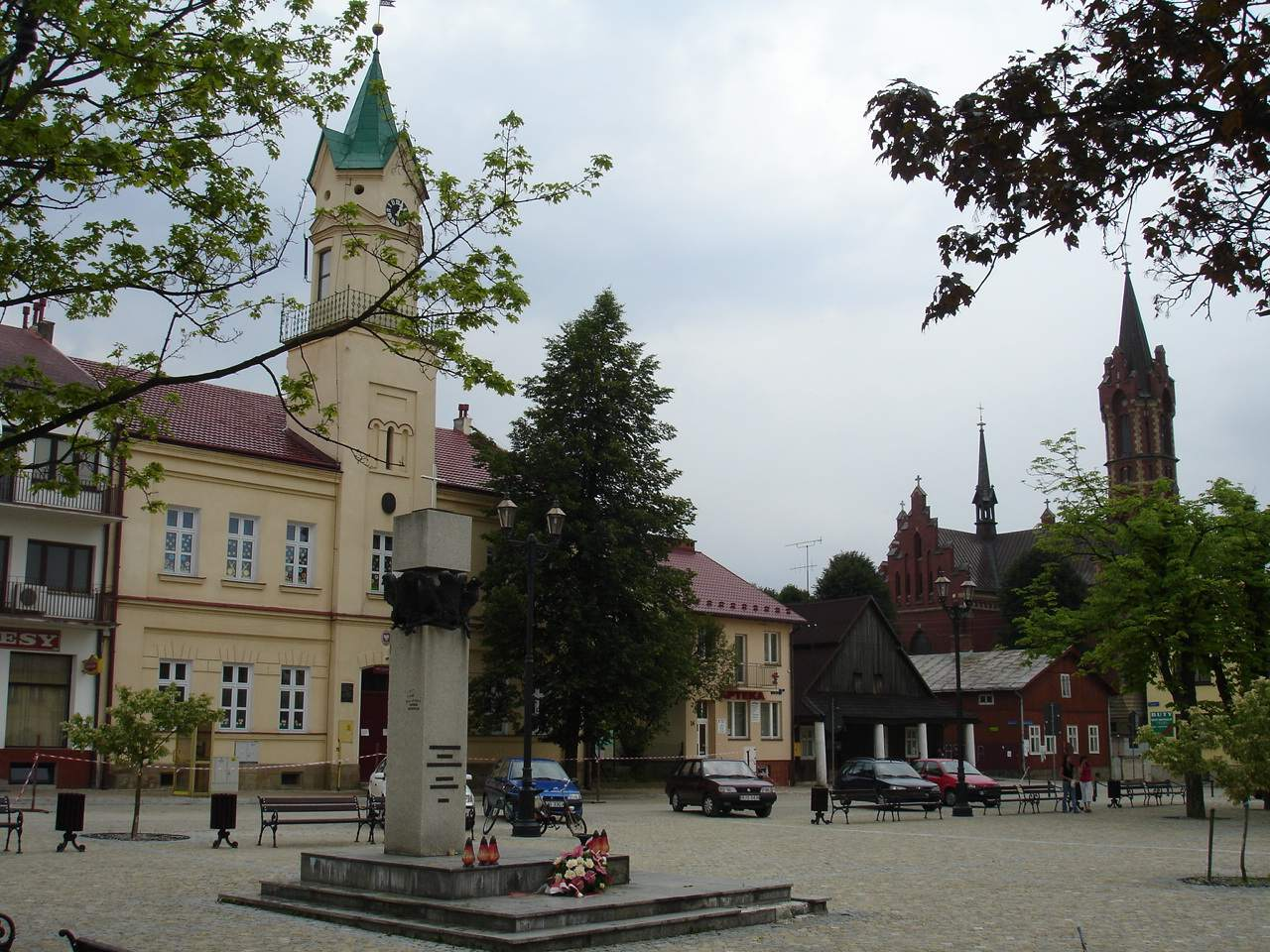
Place de la ville de Kołaczyce

- 1er janvier – 6 localités : Tychowo, Szepietowo, Łaszczów, Radłów, Kołaczyce, Przecław ont reçu le droit de ville.
- 10 janvier – 18e finale du Grand Orchestre de Charité de Noël (pour la deuxième fois pour les enfants atteints de maladies oncologiques), cliniques d'oncologie pour la modernisation des équipements hautement spécialisés.
- 17 janvier – Référendum sur l'appel de :
  - Le président de Łódź - Les habitants ont décidé de destituer Jerzy Kropiwnicki avant la fin de son mandat.
  - Le maire de Brwinów - Les habitants ont décidé de démettre Andrzej Guzik de ses fonctions 10 mois avant l'expiration de son mandat, comme prévu, mais le maire n'est pas démis de ses fonctions.

### Février
- 10-11 février – À l'Atlas Arena de Łódź, 2 concerts de Depeche Mode ont eu lieu en échange du concert annulé à Varsovie.
- 14 février – Marcin Mroziński remporte la présélection polonaise pour le Concours Eurovision de la chanson 2010 et représente la Pologne au Concours Eurovision de la chanson 2010.

### Mars
- 12 mars – 8e Congrès de Gniezno et concert de Rammstein à l'Atlas Arena de Łódź.

### Avril
- 10 avril – Dans la région de Smolensk en Russie, l'avion présidentiel polonais s'est écrasé avec le président Lech Kaczyński et son épouse Maria et 94 autres personnes à bord. Ils ont tous été tués[1].
  - Selon la Constitution polonaise, le maréchal du Sejm devient président par intérim de la République de Pologne.
  - Une semaine de deuil national a été instaurée, puis étendue à 9 jours.

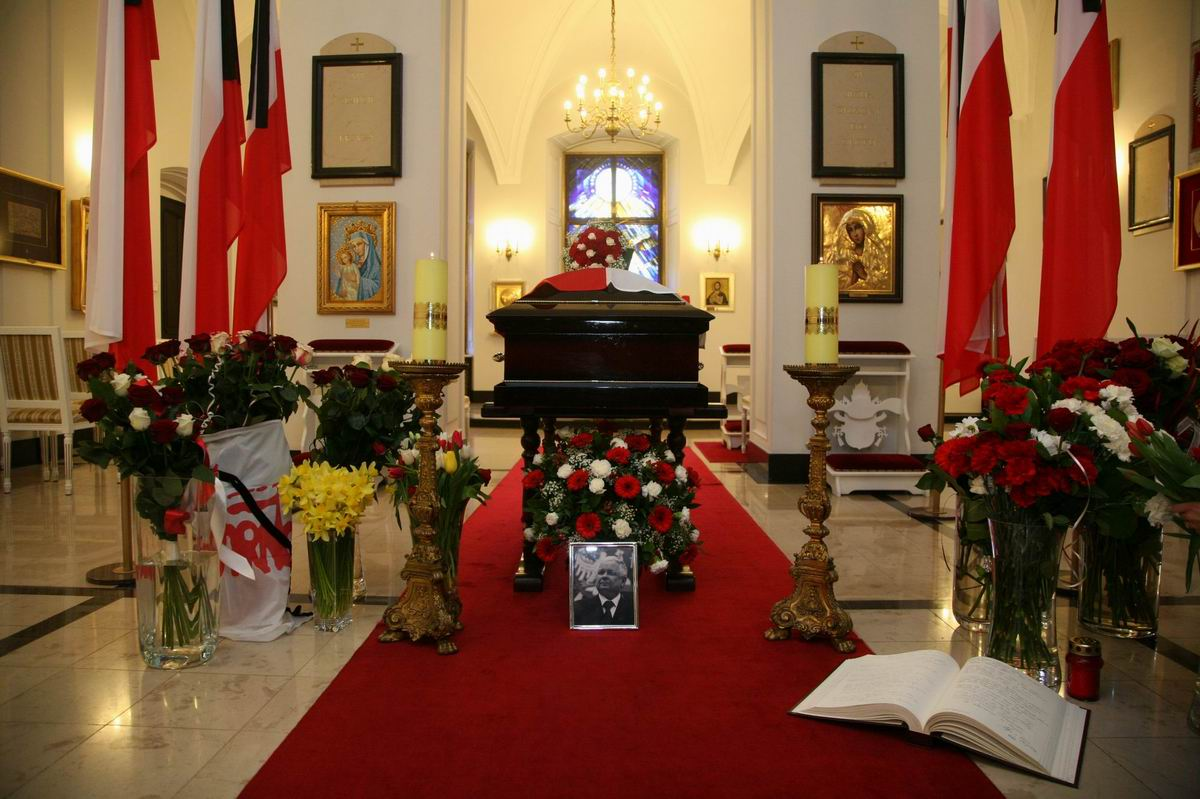
Cercueil de Lech Kaczyński dans la chapelle du palais présidentiel

- 11 avril – À l'aéroport militaire de Varsovie-Okecie, un avion atterrit avec le corps du défunt président Lech Kaczyński. Le cercueil a été transporté au Palais Présidentiel. Sur le parcours de la procession, la foule reflétait l'honneur du compatriote décédé.
- 17 avril – La cérémonie d'adieu à Varsovie a eu lieu en l'honneur des victimes d'un accident d'avion près de Smolensk.
- 18 avril – Les funérailles du couple présidentiel Lech et Maria Kaczyński ont lieu à Cracovie.
- 29 avril – Le gain le plus élevé du Loto a été remporté à Elblag et s'élève à 24 636 124,00 PLN.
- 30 avril – Le Département d'informatique du PKP a désactivé le dernier système d'exploitation en Pologne basé sur un télétraitement informatique du 1305e Oder.

### Mai
- 7 mai – Le général Mieczyslaw Cieniuch devient chef d'état-major.
- 11 mai – Rafał Reszelewski, passionné d'astronomie polonais de treize ans, découvre la comète du groupe Sungrazing Comets Kreutz comme la plus jeune du projet.
- 12 mai – Les actions PZU font leurs débuts à la bourse de Varsovie.
- 15 mai – Lech Poznań devient champion de Pologne de football.
- 16 mai – La crue rapide des rivières du bassin supérieur de l'Odra et de la Vistule a provoqué une grande crue qui a couvert tout le sud de la Pologne.
- 22 mai – Le sarcophage avec les restes de Nicolas Copernic est solennellement enterré dans la basilique-cathédrale de Frombork.
- 26 mai – La vague de crue, après avoir atteint la mer Baltique, a mis fin à la première étape des inondations.
- 27 mai – Concert d'AC/DC à l'aéroport Bemowo de Varsovie.
- 30 mai – Concert d'Elton John au stade de Varsovie Polonia.

### Juin

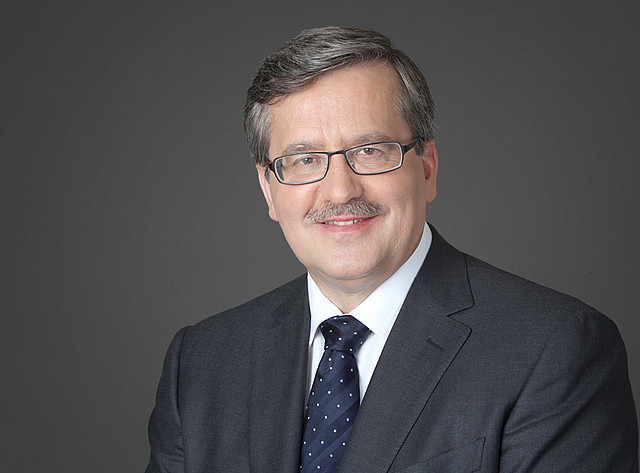
Bronisław Komorowski

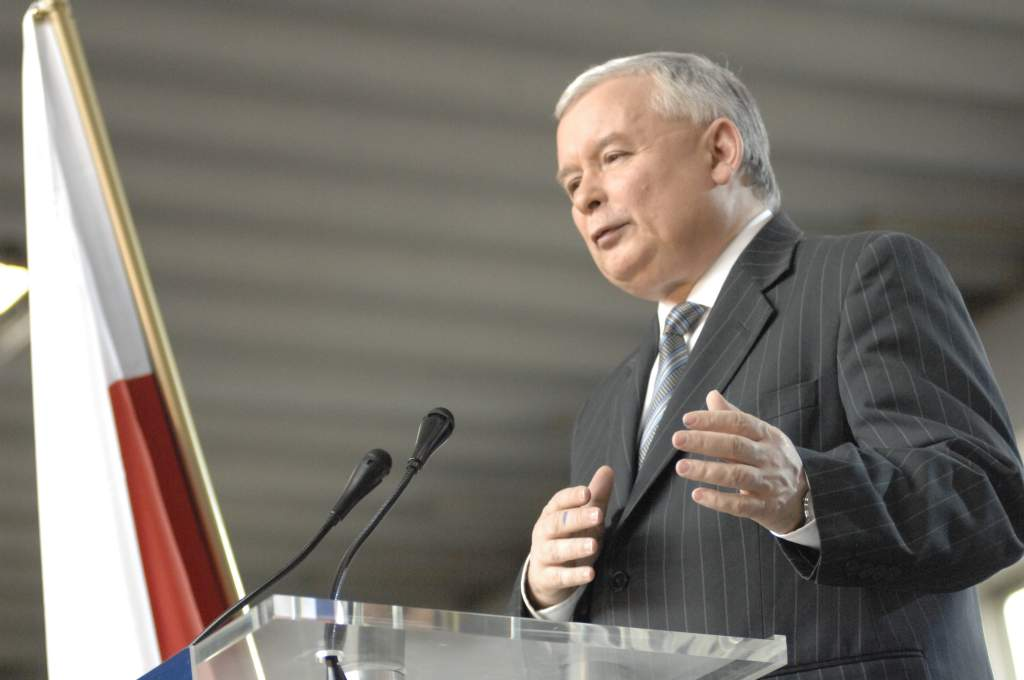
Jarosław Kaczyński

- 1er juin – Les transcriptions des enregistrements des boîtes noires de l'avion polonais Tu-154M n°101, qui s'est écrasé à Smolensk, ont été publiées.
- 2 juin – Début de la deuxième étape des inondations.
- 6 juin – P. Jerzy Popiełuszko a été béatifié place du maréchal Jozef Pilsudski. à Varsovie.
- 10 juin – Irena Lipowicz est nommée par le Sejm au poste de médiateur.
- 11 juin :
  - Marek Belka a prêté serment en tant que président du NBP.
  - Sur le parking d'Opole, le cadavre de Dariusz Ratajczak a été retrouvé.
- 16 juin – Concert des Big Four du thrash metal au festival Sonisphere à Varsovie, à l'aéroport Bemowo.
- 20 juin :
  - Le premier tour des élections présidentielles. Aucun candidat n'a obtenu au moins la moitié des voix. Au deuxième tour des élections sont allés Bronisław Komorowski et Jarosław Kaczyński.
  - La consécration de l'évêque Peter Bernard Marie Kubicki a eu lieu à Płock.
- 26 juin – Henryk Muszynski présente le nouveau primat, Józef Kowalczyk, aux archevêques de la cathédrale de Gniezno.

### Juillet

Bataille de Grunwald par Jan Matejko.

- 2-4 juillet – Une conférence s'est tenue à Cracovie pour célébrer le 10e anniversaire de la Communauté des démocraties. De nombreux hommes politiques étrangers ont participé à la conférence, dont le président du Parlement européen, Jerzy Buzek, et la secrétaire d'État américaine, Hillary Clinton.
- 3 juillet – La Pologne et les États-Unis signent une annexe à l'accord de Cracovie sur la défense antimissile.
- 4 juillet :
  - Deuxième tour des élections présidentielles. Bronisław Komorowski a été élu président de la République de Pologne[2].
  - reconstitution de la bataille de Klushino - Fête de la Gloire des hussards et des armes polonaises - Varsovie.
- 8 juillet – Le président élu Bronislaw Komorowski a renoncé à ses mandats parlementaires et à ses fonctions de maréchal du Sejm, et a ainsi cessé d'exercer les fonctions de président, qui ont occupé pendant quelques heures le maréchal du Sénat, Bogdan Borusewicz, et dans la soirée, en vertu de la Constitution du chef de l'Etat nouvellement élu maréchal du Sejm Grzegorz Schetyna. En une journée, trois hommes politiques polonais ont succédé au président en exercice[3],[4].
- 15 juillet – Célébration du 600e anniversaire de la bataille de Grunwald[5].
- 17 juillet :
  - Reconstitution de la bataille de Grunwald à l'occasion de son 600e anniversaire.
  - Défilé européen de l'égalité Europride - Varsovie.
- 25-31 juillet – Championnats de hockey sur gazon juniors U-21 – Siemianowice Slaskie.

### Août
- 6 août – Inauguration de Bronisław Komorowski à la présidence de la République de Pologne[6].
- 7 août – Bogatynia est inondée par la rivière Miedzianka qui traverse la ville.
- 9-10 août – Un événement nocturne contre la présence de la croix de Smolensk devant le palais présidentiel de Varsovie.
- 16 août :
  - Le rassemblement jubilaire à l'occasion du 100e anniversaire du scoutisme en Pologne a débuté à Cracovie. L'inauguration du rassemblement a eu lieu le 17 août en présence du Premier ministre Donald Tusk, parrain honoraire du rassemblement.
  - Début de la construction de la deuxième ligne du métro de Varsovie.
- 18 août – Ouverture de la salle à Gdańsk-Sopot.

### Septembre
- 16 septembre – La croix, érigée par les scouts en temps de deuil national après le crash du Tu-154 de l'armée de l'air polonaise devant le palais présidentiel de Varsovie, disparaît.
- 20 septembre – Achèvement du stade municipal de Poznań.
- 24 septembre :
  - Le Sejm a désigné le 6 janvier ( Épiphanie ), à nouveau un jour férié.
  - Cracovie : Un musée souterrain ouvert sous la place du marché. L'exposition intitulée « Traces de l'identité européenne de Cracovie » est un spectacle multimédia, un voyage dans le temps. Les visiteurs peuvent non seulement voir mais aussi toucher l'histoire des origines de la ville légendaire.
- 25 septembre – Wrocław a organisé la deuxième marche pour l'égalité.

### Octobre
- 2 octobre – La Philharmonie nationale de Varsovie lance le seizième Concours international de piano du nom de Frédéric Chopin.
- 12 octobre – 18 personnes ont été tuées dans une collision entre un bus et un camion à New Town Pilica.
- 19 octobre – Mark Rosiak est assassiné.

### Novembre
- 5 novembre – Le Centre scientifique Copernic de Varsovie est officiellement inauguré.
- 6 novembre – Début de la chaîne de télévision Fox Pologne.
- 6 novembre – Le Christ Roi ( polonais : Pomnik Chrystusa Króla  </link> ) une statue colossale de Jésus-Christ à Świebodzin, en Pologne, est achevée.
- 8 novembre – À la suite d'une collision de trains de marchandises à Białystok, un énorme incendie se déclare et des réservoirs de carburant explosent.
- 12 novembre – Le mandat des organes gouvernementaux locaux, élus lors des élections locales de novembre 2006, expire en vertu de la loi.
- 21 novembre – Le premier tour des élections locales a lieu.

### Décembre
- 2 décembre – Le mandat de Bohdan Zdziennicki expire en tant que président de la Cour constitutionnelle.

## Décès

### Janvier
- 3 janvier :
  - Janusz Atlas, journaliste sportif polonais (né en 1949)
  - Artur Zirajewski, criminel polonais, tueur à gages, témoin du meurtre de Mark Papał (né en 1972)
- 4 janvier :
  - Jarosław Giszka, footballeur polonais (né en 1965)
  - Tadeusz Góra, général de brigade polonais, pilote de l'armée polonaise, planeur (né en 1918)
- 8 janvier :
  - Stanisław Szwarc-Bronikowski, journaliste, explorateur et cinéaste polonais (né en 1917)
  - Marian Terlecki, réalisatrice et productrice polonaise (née en 1954)
- 10 janvier – Krzysztof Kowalczyk, joueur de volley-ball et entraîneur polonais (né en 1968)
- 26 janvier – Juliusz Bardach, avocat polonais, historien du système (né en 1914)
- 27 janvier – Stanisław Michalik, acteur polonais (né en 1927)
- 28 janvier – Kazimierz Mijal, homme politique polonais (né en 1910)

### Avril
- 10 avril – Lech Kaczyński, président de la Pologne, son épouse Maria Kaczyńska et 94 autres personnes